# Work Time
Albums de Sonny Rollins
Moving Out
(1954) Sonny Rollins Plus 4
(1956)
Work Time est un album du saxophoniste ténor Sonny Rollins sorti en 1956 sous le label Prestige. Le quartet est composé du pianiste Ray Bryant, du contrebassiste George Morrow qui enregistre quatre albums avec Rollins cette même année et enfin Max Roach à la batterie, un fidèle collaborateur de Sonny à cette période. Le commentaire de Scott Yanow sur AllMusic indique que cette « sortie agréable n'est probablement pas indispensable, mais c'est un travail sérieux ».

## Titres
L'album est composé de cinq morceaux dont une composition de Rollins. Le titre There's No Business Like Show Business est à l'origine une chanson d'Irving Berlin qui célèbre le glamour et l'excitation d'une vie dans le show business. Il est ici interprété avec un tempo rapide et la fin soudaine est plutôt inattendue. There Are Such Things est une chanson populaire sortie en 1942, le morceau est joué ici avec plein d'enthousiasme et se termine cette fois de façon prolongé. Sur le liner notes, Ira Gitler indique à propos de ce titre que « la fin interprétée de façon suspendue par Sonny est une composition à elle seule, digne de Hawk ou Bird. Il y a une essence d'Hawkins dans cette ballade sans que cela ne sonne comme lui. ».
| N° | Titre                                  | Compositeur                               | Durée |
| -- | -------------------------------------- | ----------------------------------------- | ----- |
| 1. | There's No Business Like Show Business | Irvin Berlin                              | 6:18  |
| 2. | Paradox                                | Sonny Rollins                             | 4:59  |
| 3. | Raincheck                              | Billy Strayhorn                           | 6:01  |
| 4. | There Are Such Things                  | Stanley Adams, Abel Baer, George W. Meyer | 9:28  |
| 5. | It's All Right with Me                 | Cole Porter                               | 6:05  |

## Enregistrement
Les morceaux sont enregistrés le 2 décembre 1955 au studio de l'ingénieur Rudy Van Gelder, situé à cette période à Hackensack (New Jersey). 
| Musicien      | Instrument      |  | Équipe technique |                        |
| ------------- | --------------- |  | ---------------- | ---------------------- |
| Sonny Rollins | saxophone ténor |  | Bob Weinstock    | superviseur            |
| Ray Bryant    | piano           |  | Rudy Van Gelder  | ingénieur, superviseur |
| George Morrow | contrebasse     |  | Ira Gitler       | liner notes d'origine  |
| Max Roach     | batterie        |  | Gil Melle        | photographie           |